# Eucyrtops ksenijae
Espèce
Eucyrtops ksenijae est une espèce d'araignées mygalomorphes de la famille des Idiopidae.

## Distribution
Cette espèce est endémique du Wheatbelt en Australie-Occidentale,. Elle se rencontre vers Arthur River.

## Description
Le mâle holotype mesure 11,5. mm.

## Systématique et taxinomie
Cette espèce a été décrite en 2022 par les arachnologistes australiens Michael Gordon Rix et Mark Stephen Harvey..

## Étymologie
Cette espèce est nommée en l'honneur de Ksenija Leonija Elizabete Blosfelds (1906-2003), morte quelques jours avant la découverte des spécimens types et en reconnaissance de sa vie remarquable.

## Publication originale
- (en) Michael G. Rix et Mark S. Harvey, « A new species of the spiny trapdoor spider genus Eucyrtops (Mygalomorphae: Idiopidae) from south-western Australia », Australian Journal of Taxonomy, Australie, vol. 4,‎ 29 juillet 2022, p. 1-6 (lire en ligne).